# Taumantis sigiana
Taumantis sigiana es una especie de mantis de la familia Mantidae.

## Distribución geográfica
Se encuentra en Tanzania y Kenia.